# Kisei 2024
Il Kisei 2024 è la 48ª edizione del torneo goistico giapponese Kisei. Il torneo si è disputato tra il 2 febbraio 2023 e l'8 marzo 2024, e ha visto la vittoria per 4-3 del detentore del titolo Ryō Ichiriki, sullo sfidante Iyama Yuta; per Ichiriki si tratta della terza vittoria consecutiva, e della seconda difesa del titolo.
In questa edizione Suntory si è affiancata a come sponsor del torneo.

## Fase preliminare
- W indica vittoria col bianco
- B indica vittoria col nero
- X indica la sconfitta
- +R indica che la partita si è conclusa per abbandono
- +N indica lo scarto dei punti a fine partita
- +F indica la vittoria per forfeit
- +T indica la vittoria per timeout
- +? indica una vittoria con scarto sconosciuto
- V indica una vittoria in cui non si conosce scarto e colore del giocatore

### Lega C
La Lega C comprende 32 giocatori che si sono affrontati in cinque turni di gioco.

### Lega B1
| Giocatore        | S.Y. | A.H. | R.K.  | T.S.  | T.A.  | Y.O.  | K.T.  | C.R.  | Risultato | Note                                                |
| ---------------- | ---- | ---- | ----- | ----- | ----- | ----- | ----- | ----- | --------- | --------------------------------------------------- |
| So Yokoku        | –    | X    | W+R   | B+R   | X     | X     | X     | B+R   | 3-4       |                                                     |
| Akiyoshi Hon     | W+R  | –    | X     | X     | X     | W+0,5 | B+R   | X     | 3-4       |                                                     |
| Rin Kanketsu     | X    | W+R  | –     | B+R   | W+2,5 | X     | W+1,5 | B+4,5 | 5-2       | Promosso alla Lega A del Kisei 2025                 |
| Taiki Seto       | X    | B+R  | X     | –     | X     | X     | B+6,5 | W+R   | 3-4       | Retrocesso alla Lega C del Kisei 2025               |
| Toshimasa Adachi | B+R  | W+R  | X     | W+R   | –     | B+1,5 | W+7,5 | B+R   | 6-1       | Qualificato al playoff per il torneo degli sfidanti |
| Yu Otake         | W+R  | X    | W+0,5 | B+4,5 | X     | –     | B+R   | W+2,5 | 5-2       |                                                     |
| Koyu Tanaka      | B+R  | X    | X     | X     | X     | X     | –     | B+4,5 | 2-5       | Retrocesso alla Lega C del Kisei 2025               |
| Cho Riyu         | X    | B+R  | X     | X     | X     | X     | X     | –     | 1-6       | Retrocesso alla Lega C del Kisei 2025               |

### Lega B2
| Giocatore       | R.O.  | N.H. | Y.H.  | N.Y.  | S.N.   | W.B.  | C.Z.  | Y.K.  | Risultato | Note                                                |
| --------------- | ----- | ---- | ----- | ----- | ------ | ----- | ----- | ----- | --------- | --------------------------------------------------- |
| Ryuhei Onishi   | –     | X    | B+R   | X     | B+R    | X     | B+2,5 | X     | 3-4       |                                                     |
| Naoki Hane      | B+R   | –    | X     | X     | W+R    | B+0,5 | X     | B+R   | 4-3       |                                                     |
| Yuichi Hirose   | X     | B+R  | –     | W+3,5 | B+R    | X     | B+R   | W+0,5 | 5-2       | Promosso alla Lega A del Kisei 2025                 |
| Norimoto Yoda   | B+1,5 | W+R  | X     | –     | X      | X     | X     | X     | 2-5       | Retrocesso alla Lega C del Kisei 2025               |
| Sakiya Numadate | X     | X    | X     | +F    | –      | X     | X     | W+R   | 2-5       | Retrocesso alla Lega C del Kisei 2025               |
| Wu Boyi         | B+0,5 | X    | B+0,5 | W+6,5 | B+10,5 | –     | W+R   | B+R   | 6-1       | Qualificato al playoff per il torneo degli sfidanti |
| Cho Zuiketsu    | X     | B+R  | X     | B+4,5 | W+5,5  | X     | –     | X     | 3-4       |                                                     |
| Yoshihiro Koike | B+R   | X    | X     | W+R   | X      | X     | B+R   | –     | 3-4       | Retrocesso alla Lega C del Kisei 2025               |

### Lega A
| Giocatore        | Y.Z.  | D.M. | M.S.  | T.S.  | S.S.  | A.F. | C.U.  | A.I. | Risultato | Note                                                      |
| ---------------- | ----- | ---- | ----- | ----- | ----- | ---- | ----- | ---- | --------- | --------------------------------------------------------- |
| Yu Zhengqi       | –     | W+R  | B+R   | W+R   | B+2,5 | W+R  | B+4,5 | X    | 6-1       | Qualificato ai quarti di finale del torneo degli sfidanti |
| Daisuke Murakawa | X     | –    | X     | B+R   | X     | B+R  | W+2,5 | X    | 3-4       |                                                           |
| Makoto Son       | X     | B+R  | –     | W+R   | B+R   | W+R  | B+0,5 | X    | 5-2       | Promosso alla Lega S del Kisei 2025                       |
| Tatsuya Shida    | X     | X    | X     | –     | X     | X    | X     | B+R  | 1-6       | Retrocesso alla Lega B del Kisei 2025                     |
| Shinji Suzuki    | X     | B+R  | X     | B+R   | –     | X    | X     | X    | 2-5       | Retrocesso alla Lega B del Kisei 2025                     |
| Akihiko Fujita   | X     | X    | X     | W+2,5 | B+R   | –    | W+R   | B+R  | 4-3       |                                                           |
| Cho U            | X     | X    | X     | B+R   | W+R   | X    | –     | W+R  | 3-4       | Retrocesso alla Lega B del Kisei 2025                     |
| Atsushi Ida      | B+1,5 | W+R  | B+0,5 | X     | B+R   | X    | X     | –    | 4-3       |                                                           |

### Lega S
| Giocatore        | T.S. | S.T. | K.K. | Y.I. | K.Y.  | R.K.  | Risultato | Note                                                  |
| ---------------- | ---- | ---- | ---- | ---- | ----- | ----- | --------- | ----------------------------------------------------- |
| Toramaru Shibano | –    | B+R  | X    | X    | W+R   | B+3,5 | 3-2       |                                                       |
| Shinji Takao     | X    | –    | X    | X    | B+0,5 | W+5,5 | 2-3       |                                                       |
| Kyo Kagen        | B+R  | W+R  | –    | X    | W+R   | B+R   | 4-1       | Qualificato alla semifinale del torneo degli sfidanti |
| Yūta Iyama       | W+R  | B+R  | W+R  | –    | B+R   | W+3,5 | 5-0       | Qualificato alla finale del torneo degli sfidanti     |
| Keigo Yamashita  | X    | X    | X    | X    | –     | B+R   | 1-4       | Retrocesso alla Lega A del Kisei 2025                 |
| Rin Kono         | X    | X    | X    | X    | X     | –     | 0-5       | Retrocesso alla Lega A del Kisei 2025                 |

## Fase finale

### Playoff Lega B1 e B2
I due vincitori dei gruppi B1 e B2 si sfidano per avanzare al turno successivo.

### Torneo degli sfidanti
- Yu Zhengqi ha ottenuto la qualificazione diretta ai quarti di finale in quanto vincitore della Lega A
- Kyo Kagen ha ottenuto la qualificazione diretta alle semifinali in quanto secondo classificato della Lega S
- Yūta Iyama ha ottenuto la qualificazione diretta alla finale in quanto vincitore della Lega S
- Adachi Toshimasa ha ottenuto la qualificazione agli ottavi di finale come vincitore della Lega B
- Hirata Tomoya ha ottenuto la qualificazione agli ottavi di finale come vincitore della Lega C

|  | Ottavi di finale | Ottavi di finale | Ottavi di finale |                  |       | Quarti di finale | Quarti di finale | Quarti di finale |  |  | Semifinali | Semifinali | Semifinali |  |  | Finale | Finale | Finale |  |
|  |                  |                  |                  |                  |       |                  |                  |                  |  |  |            |            |            |  |  |        |        |        |  |
|  | Hirata Tomoya    |                  |                  |                  |       |                  |                  |                  |  |  |            |            |            |  |  |        |        |        |  |
|  |                  |                  |                  |                  |       |                  |                  |                  |  |  |            |            |            |  |  |        |        |        |  |
|  | Toshimasa Adachi | Toshimasa Adachi | B+7,5            |                  |       |                  |                  |                  |  |  |            |            |            |  |  |        |        |        |  |
|  | Toshimasa Adachi | Toshimasa Adachi | B+7,5            | Toshimasa Adachi |       |                  |                  |                  |  |  |            |            |            |  |  |        |        |        |  |
|  |                  |                  |                  |                  |       |                  |                  |                  |  |  |            |            |            |  |  |        |        |        |  |
|  |                  |                  | Yu Zhengqi       | Yu Zhengqi       | B+R   |                  |                  |                  |  |  |            |            |            |  |  |        |        |        |  |
|  |                  |                  |                  | Yu Zhengqi       | B+R   |                  |                  |                  |  |  |            |            |            |  |  |        |        |        |  |
|  |                  |                  |                  |                  |       |                  |                  |                  |  |  |            |            |            |  |  |        |        |        |  |
|  |                  |                  |                  |                  |       |                  |                  |                  |  |  |            |            |            |  |  |        |        |        |  |
|  |                  | Yu Zhengqi       |                  |                  |       |                  |                  |                  |  |  |            |            |            |  |  |        |        |        |  |
|  |                  |                  |                  |                  |       |                  |                  |                  |  |  |            |            |            |  |  |        |        |        |  |
|  |                  |                  | Kyo Kagen        | Kyo Kagen        | B+2,5 |                  |                  |                  |  |  |            |            |            |  |  |        |        |        |  |
|  |                  |                  |                  | Kyo Kagen        | B+2,5 |                  |                  |                  |  |  |            |            |            |  |  |        |        |        |  |
|  |                  |                  |                  |                  |       |                  |                  |                  |  |  |            |            |            |  |  |        |        |        |  |
|  |                  |                  |                  |                  |       |                  |                  |                  |  |  |            |            |            |  |  |        |        |        |  |
|  |                  |                  |                  |                  |       |                  |                  |                  |  |  |            |            |            |  |  |        |        |        |  |
|  |                  |                  |                  |                  |       |                  |                  |                  |  |  |            |            |            |  |  |        |        |        |  |
|  |                  |                  |                  |                  |       |                  |                  |                  |  |  |            |            |            |  |  |        |        |        |  |
|  |                  |                  |                  |                  |       |                  |                  |                  |  |  |            |            |            |  |  |        |        |        |  |
|  |                  |                  |                  |                  |       |                  |                  |                  |  |  |            |            |            |  |  |        |        |        |  |
|  |                  |                  |                  |                  |       |                  |                  |                  |  |  |            |            |            |  |  |        |        |        |  |
|  |                  | Kyo Kagen        | Kyo Kagen        | 0                |       |                  |                  |                  |  |  |            |            |            |  |  |        |        |        |  |
|  |                  |                  |                  |                  |       |                  |                  |                  |  |  |            |            |            |  |  |        |        |        |  |
|  |                  |                  | Yūta Iyama       | Yūta Iyama       | 2     |                  |                  |                  |  |  |            |            |            |  |  |        |        |        |  |

### Finale degli sfidanti
Yūta Iyama inizia la sfida con una vittoria di vantaggio in quanto vincitore della Lega S. Di conseguenza vincendo il primo dei due incontri si è portato già sul 2-0 rendendo inutile la seconda partita.

## Finale
La finale è una sfida al meglio delle sette partite, da disputarsi tra il detentore del titolo, Ryo Ichiriki e lo sfidante Yuta Iyama, qualificato tramite il processo di selezione. Per Ichiriki si tratta della quarta finale, la terza consecutiva; per Iyama, Kisei onorario, si tratta invece della dodicesima finale.